# Atacamaöknen

Den egentliga Atacamaöknen i gult, med omgivande öknar eller ökenliknande områden i orange.

Atacamaöknen (spanska: Desierto de Atacama) är ett mycket nederbördsfattigt ökenområde med kallt klimat i norra Chile mellan Stilla havet i väster och Anderna i öster. Öknen, som är relativt bergig, är ca 1 000 km lång från norr till söder.
Tillväxten av Anderna genom tektoniska rörelser och det regionala klimatet har utvecklats samtidigt och haft inflytande på varandra. Som topografisk barriär har Anderna hindrat inflödet av fuktig luft till Atacamaöknen. De arida förhållandena i öknen har i tur påverkat massfördelningen som sker via erosion och flodtransport vilket haft inverkningar på den fortsatta tektoniska deformationen.

## Ökentyp och klimat
Atacamaöknen är en av jordens torraste platser, tillsammans med torrdalar i Antarktis. Nederbörden är ungefär en millimeter om året och i vissa delar av öknen har ingen nederbörd fallit i historisk tid.
Atacama är en västkustöken som uppstår på grund av den kalla Humboldtströmmen som bildar ett kallt luftlager vid havet och gör att nederbörden faller över havet istället för land. Istället driver dimbankar som avger dagg in i öknen.

## Växter och djur
Få växter växer i Atacamaöknen. De växter som finns, ofta Tillandsia-arter, är ofta specialiserade på att utnyttja fukten i dimman som förekommer i öknen.
Bakterier, insekter och svampar förekommer bara i mycket liten omfattning. Högre djur är också sällsynta, men bland annat räv, huemuler och viscacha förekommer. Pingviner, skarvar och pelikaner finns nära kusten.

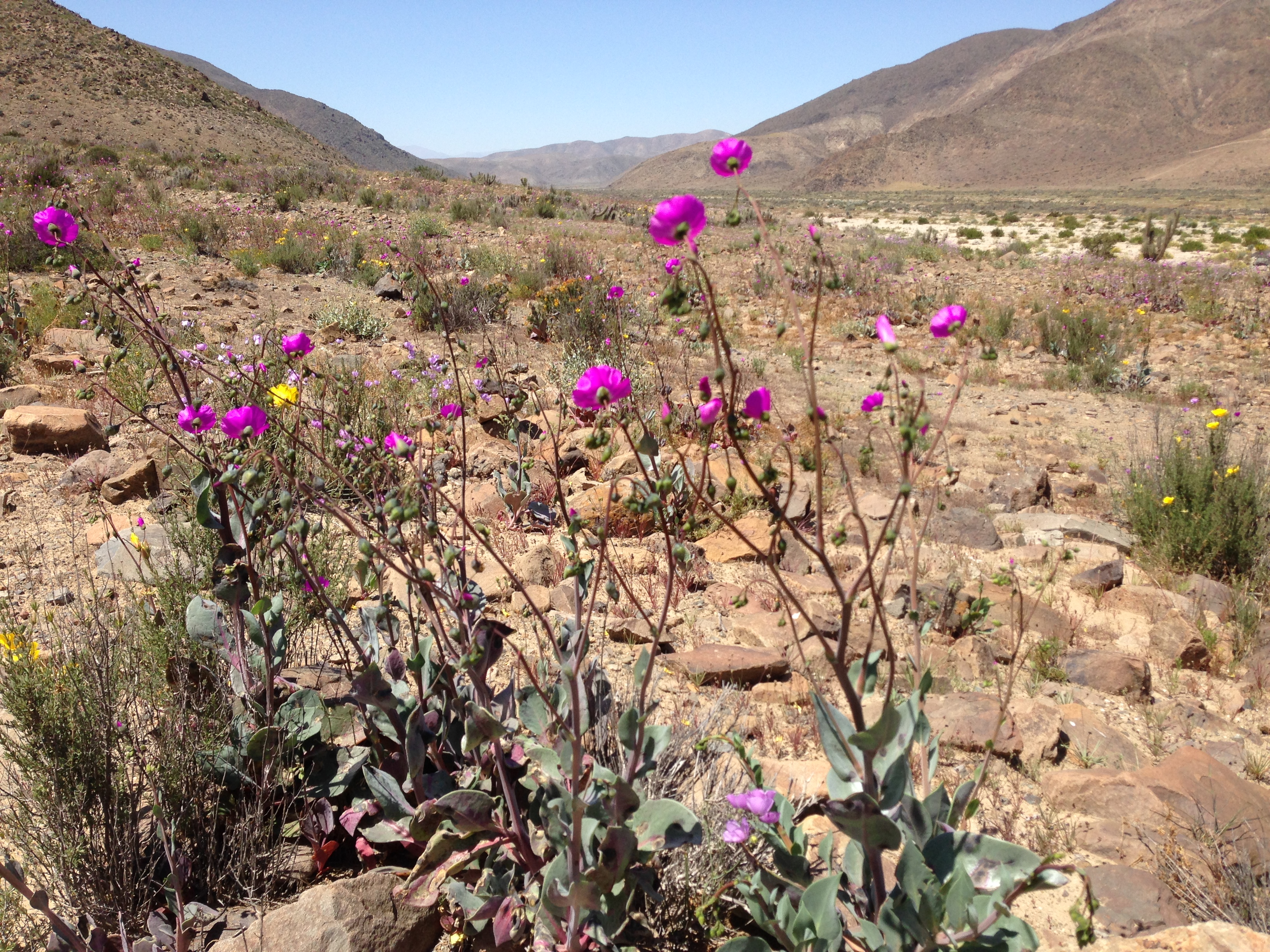
Blomning efter regn 2015
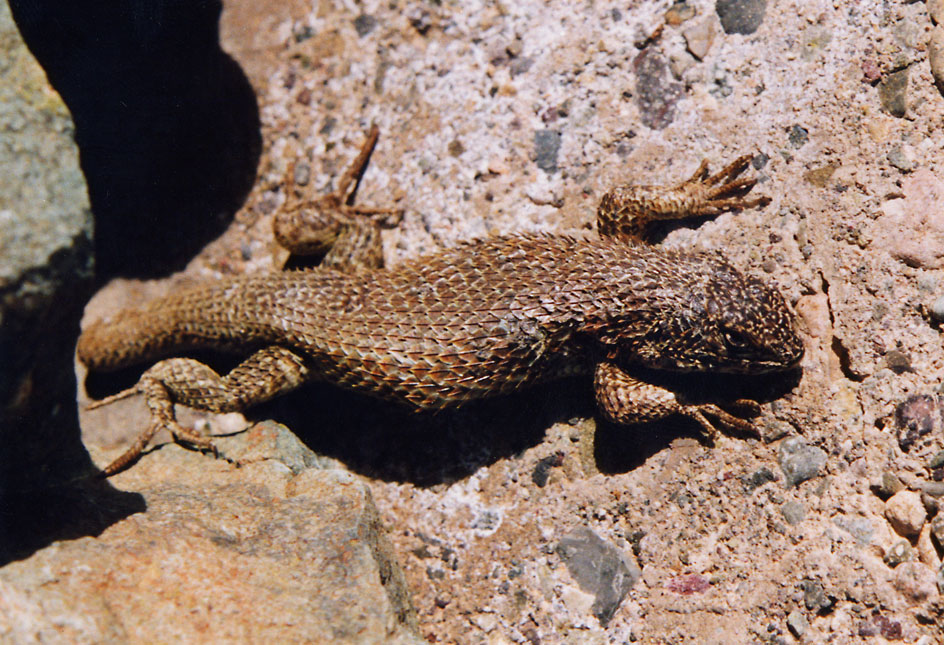
Ödla
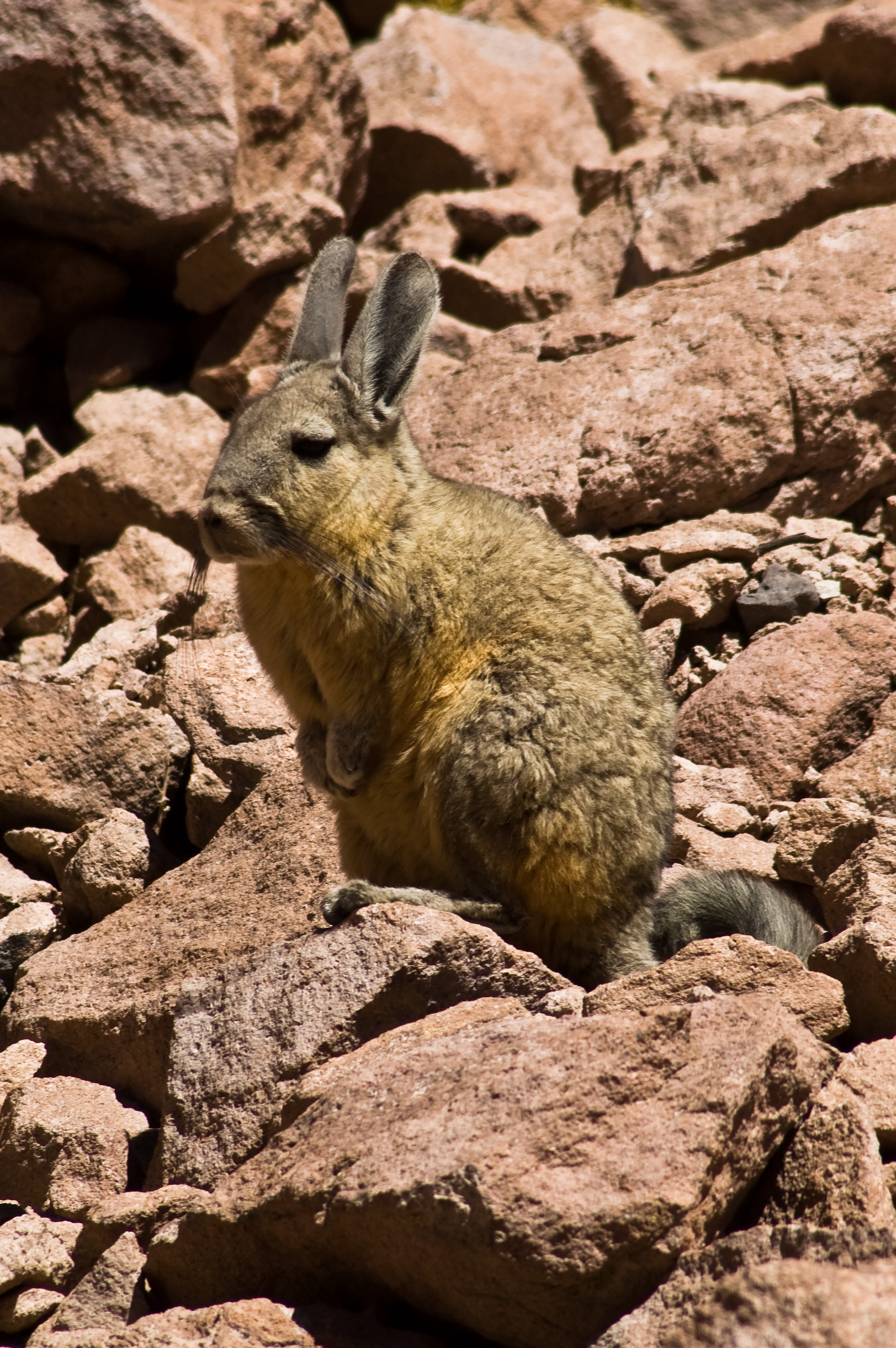
Viscacha

## Naturtillgångar
I Atacamaöknen finns rika förekomster av silver, koppar, järnmalm, jod och chilesalpeter. Chilesalpeterfyndigheterna i Atacamaöknen är de största fyndigheterna i världen. Platsen håller också 40% av världens litium, en metall som används i laddbara batterier. Gruvdriften av litium har givit upphov till protester hos lokalbefolkningen. 

## Historia
Områdets ursprungliga invånare var Atacameños, en kultur som skiljde sig från andra ursprungliga folkslag i norr och söder. 
Under 1800-talet utgjorde ökenområdet och dess naturtillgångar en källa till konflikter mellan Chile, Bolivia och Peru. En stor del av området tillhörde ursprungligen Bolivia och Peru, men gruvindustrin kontrollerades av chilenska och brittiska intressen, som fick starkt stöd av den chilenska regeringen. Chile stod som segrare i stillahavskriget, eller salpeterkriget, (1879-1883) och i fredsfördraget tillföll bolivianska och peruanska områden Chile varvid Bolivia förlorade sin kust mot Stilla havet.

## Geoglyfer
Mer än 5 000 geoglyfer, funna i Atacamaöknen, har beskrivits under de senaste 30 åren. Geoglyferna återfinns inom ett 150 000 km2 stort område och skapades mellan 600 och 1500 år e Kr. Geoglyferna är variationsrika och har geometriska motiv och djur- och människomotiv. Geoglyferna finns längs förkolumbianska leder. Ett vanligt motiv är lamakaravaner med mellan 3 och 80 djur, något som de tidiga spanska krönikor också beskriver.

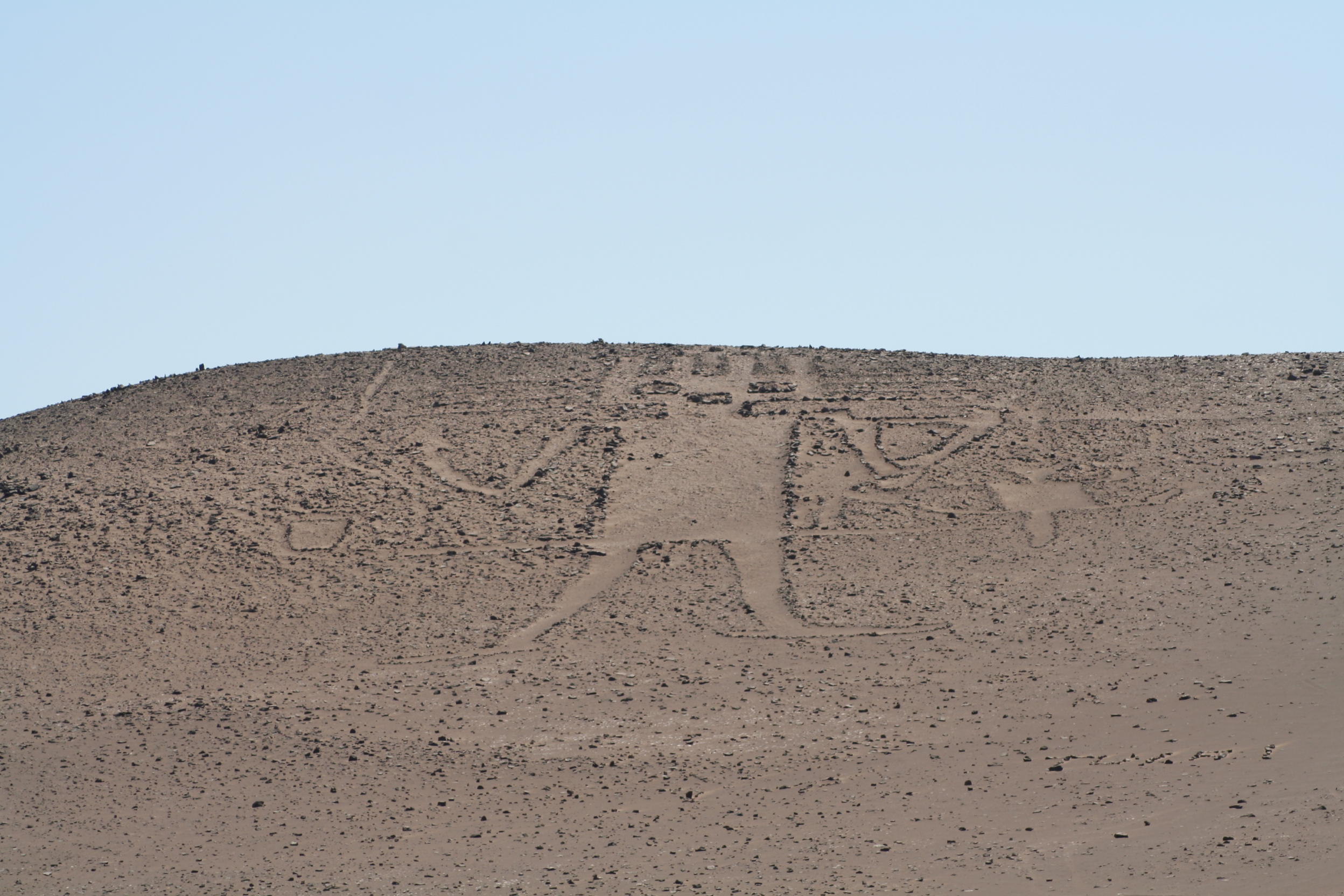
Atacamajätten

## Observatorier
Atacama är ett centrum för astronomiska observatorier och astronomisk forskning.
- Paranalobservatoriet är ett högeffektivt optiskt teleskop.[11] Det drivs av Europeiska sydobservatoriet. I hotellobbyn på platsen spelades scener ur James Bond-filmen Quantum of Solace in.[10]
- Atacama Large Millimeter Array (ALMA) är ett av världens största radioteleskop och består av 66 antenner som tillsammans simulerar ett radioteleskop med en diameter av 16 km.[10]

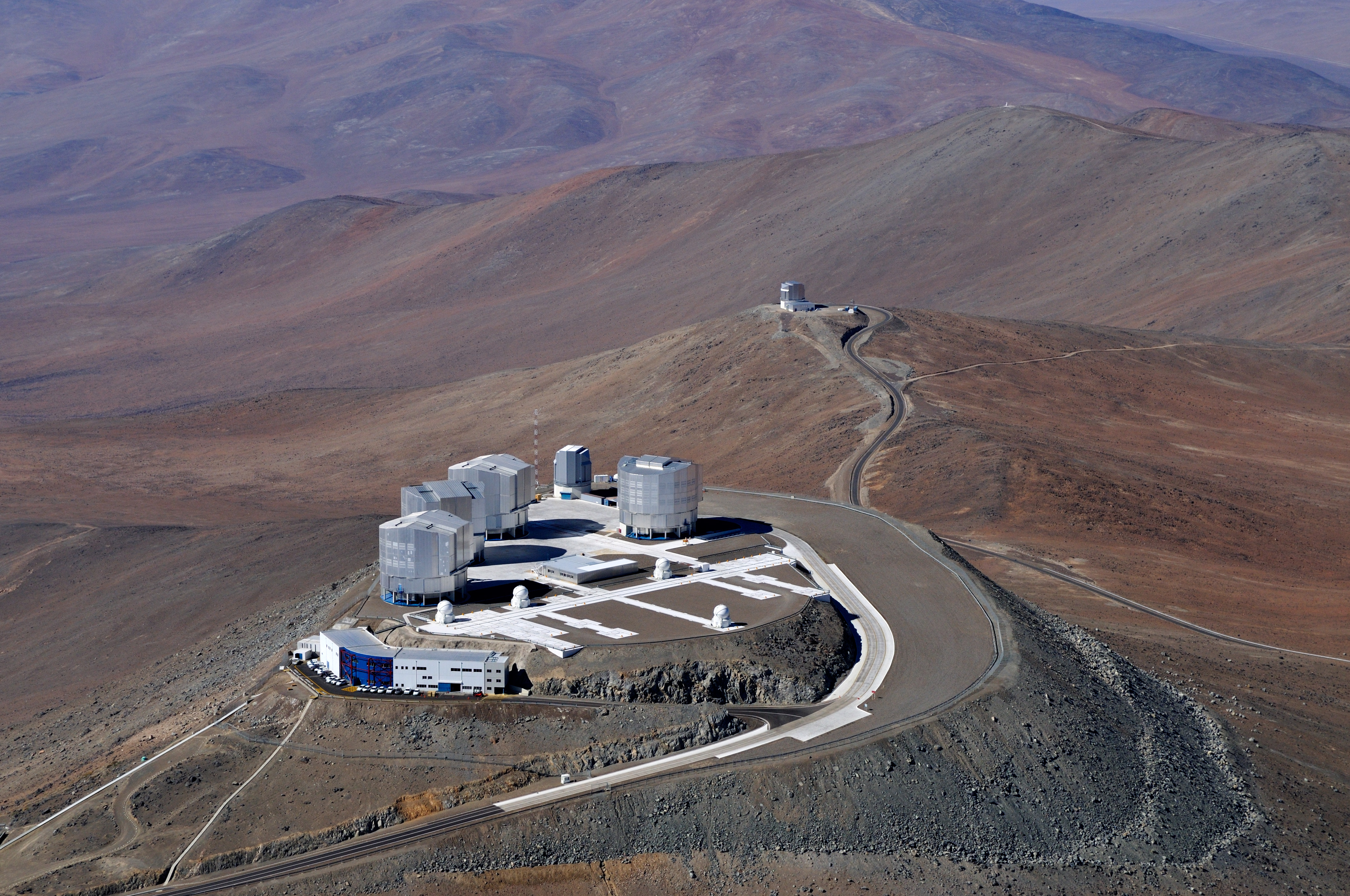
Paranalobservatoriet
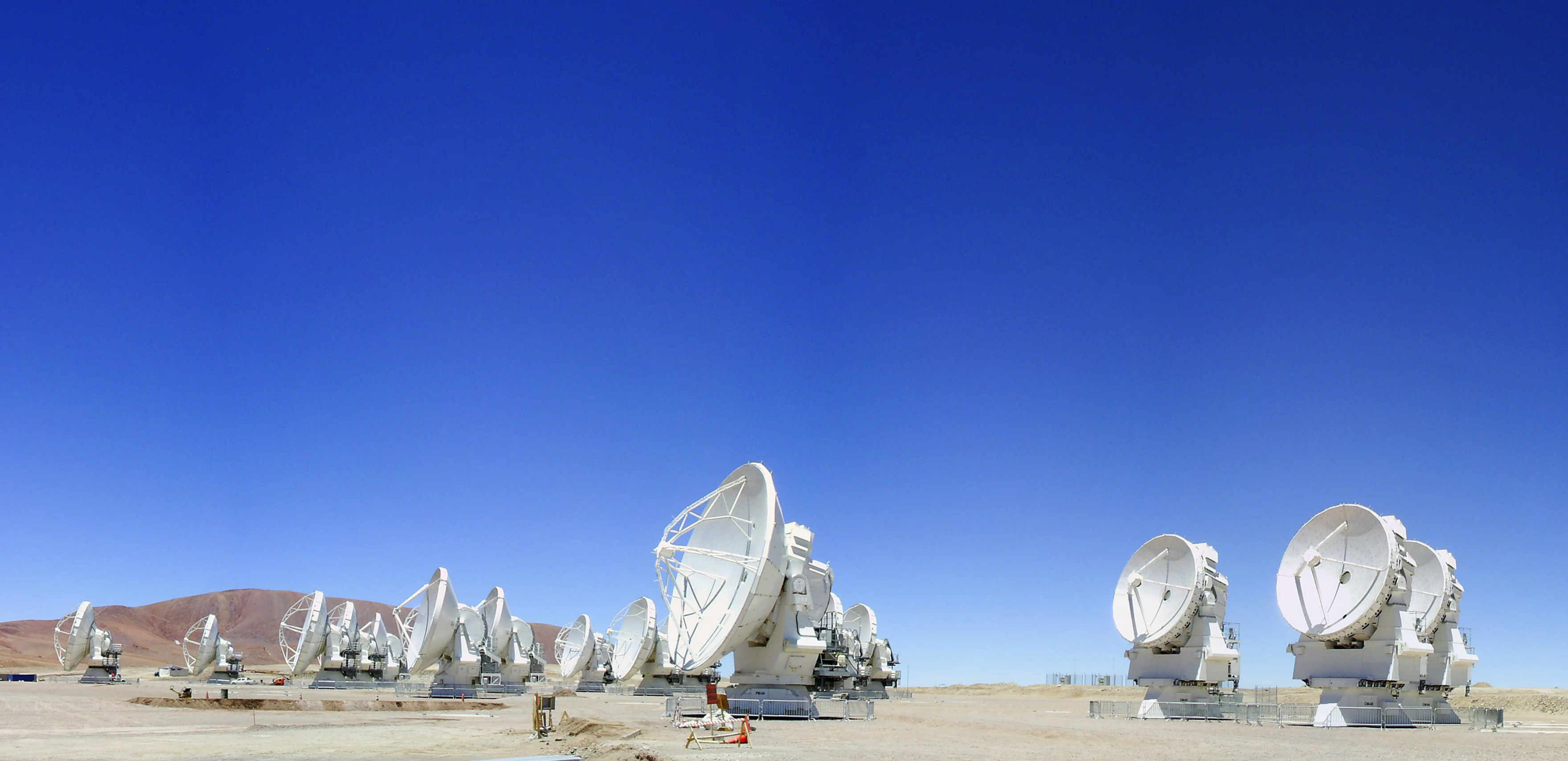
ALMA